# 2018年10月アメリカ郵便爆弾事件
2018年10月22日から11月1日にかけて民主党の政治家やドナルド・トランプ大統領に批判的な著名人に向けてパイプ爆弾入りの郵便物がアメリカ合衆国郵便公社を通して送りつけられた。標的にはバラク・オバマ元大統領、ジョー・バイデン元副大統領、ヒラリー・クリントン元上院議員・元国務長官が含まれていた。
郵便爆弾が送られたその他の人物は民主党議員3人（下院議員のマキシン・ウォーターズ、上院議員のカマラ・ハリスとコリー・ブッカー）、元司法長官のエリック・ホルダー、元CIA長官のジョン・ブレナン、元国家情報長官のジェームズ・クラッパー、億万長者の民主党支持者・活動家2人（ジョージ・ソロスとトム・ステイヤー）、俳優のロバート・デ・ニーロである。またCNN宛てのものも1つあり、その世界本部に送られた。
連邦捜査局（FBI）とその他の連邦、州、地元の法執行機関は計画された爆撃を捜査した。送られた16個の爆弾は全て即席爆発装置だったが、どれもトリガー機構が備わってなかった。制御下以外で爆発したものはなかった。
容疑者のセザール・ アルティエリ・サヨック・ジュニアは10月26日にフロリダ州で逮捕され、保釈無しで拘留され、翌週に5件の連邦犯罪で起訴された。FBIはこの事件を国内テロリズムとして捜査した。2019年3月21日、サヨックは国内テロ未遂事件で大量破壊兵器を使用したことを含む65件の重罪を認めた。彼は2019年8月5日に最長20年の懲役刑を宣告された。仮釈放の資格を得るのは最短でも2035年11月10日である。

## 爆弾の発見

### 10月22日月曜日
初めて爆発物が発見されたのはニューヨーク州カトナにある民主党支援者のジョージ・ソロス宅の郵便受けであった。ソロスは以前より過激な右翼による陰謀論のやり玉に挙げられ、脅迫も受けていた。ソロスは発見当時不在であった。爆発物は発見した使用人によって雑木林へと運ばれ、警察の爆発物処理班によって安全に爆発させられた。

### 10月23日火曜日
元国務長官のヒラリー・クリントン（「Hilary」とスペルミスされていた）宛ての郵便爆弾がニューヨーク州チャパクアでシークレットサービスによる郵便検査中に発見された。ニューヨーク州選出の元上院議員でビル・クリントン元大統領のファーストレディでもある彼女は2016年の大統領選挙でドナルド・トランプと争っていた。

### 10月24日水曜日
バラク・オバマ元大統領宛の郵便爆弾がワシントンD.C.でシークレットサービスによる郵便検査中に発見された。
さらに爆発物と思われる小包がニューヨークのタイムワーナーセンターの郵便室で発見され、それは元CIA長官のジョン・ブレナン（「Brenan」とスペルミスされていた）に宛てられていた。CNNは小包が宅配便で配達されたものであると当局が述べたことを報じた。ブレナンは2018年2月からNBCニュースと左派のMSNBCで上級国家安全保障及び情報アナリストを務めていたが、CNNにも出演していた。爆弾警報はポピー・ハーロウとジム・シュットが出演する『CNNニュースルーム』の放送中に発生した。同僚のケイト・ボルドゥアンとアテナ・ジョーンズと共にハーロウとシュットは建物から避難したが、携帯電話回線を介してSkype経由で報道を続けた。
下院議員のマキシン・ウォーターズ宛ての爆発物らしき小包も合衆国議会警察によって発見された。ウォーターズ宛の別の不審物も発見され、ロサンゼルスの郵政公社施設では避難する騒ぎとなった。
元司法長官のエリック・ホルダー宛ての爆弾も存在したが、住所が間違っていたため、差出人として記載されていたフロリダ州サンライズの元民主党全国委員会委員長で会員議員のデビー・ワッサーマン・シュルツのオフィスに届けられた。

### 10月25日木曜日
早朝にニューヨーク市トライベッカで俳優・プロデューサー・映画監督のロバート・デ・ニーロ宛ての爆発物が彼の会社のトライベッカ・プロダクションズを介して発見された。デ・ニーロはトランプの批判者として知られていた。
当局はまたデラウェア州ニューキャッスルでジョー・バイデン元副大統領のフルネームのジョセフ・ロビネット・バイデン・ジュニア宛の小包を発見した。これは料金不足のために郵便局に返送されていた。デラウェア州ウィルミントンの施設ではバイデン宛てであるものの住所が間違っている別の小包が発見された。マイアミ・デイド警察 と連邦当局は小包のいくつかがフロリダ州オーパロッカの郵便処理及び配送センターを通過したものとにらみ、証拠を探すために爆弾処理班とK-9ユニットが起用された。

### 10月26日金曜日
当局はこれまでと同様の4つの小包を発見した。ニューヨーク市の郵便施設では元国家情報長官のジェームズ・クラッパー宛て（ジョン・ブレナンと同様にCNNのタイムワーナーセンターの住所）、フロリダ州の郵便施設では上院議員のコリー・ブッカー宛てのものが発見された。
さらに当局はカリフォルニア州サクラメントで上院議員のカマラ・ハリス、カリフォルニア州バーリンゲームでトランプ弾劾を求める民主党支援者の億万長者のトム・ステイヤー宛ての爆発物を発見した。

### 10月29日月曜日
CNN社長のジェフ・ザッカーはCNNセンター宛ての不審物がジョージア州アトランタで発見されたことを局員に警告した。ジム・シュットはTwitterに小包の写真を投稿し、そしてそれは他のものと同様であった。以前にCNNに送られた他の2つとは異なり、それは特定の人物宛ではなかった。CNNとその局員はトランプ大統領によって頻繁に批判されていた。

### 11月1日木曜日
ステイヤー宛ての第2の不審物がバーリンゲームの郵便施設で発見された。

### 標的の一覧
| 日付              | 標的                   | 当時の肩書き                     | 発見場所                                                            |
| ----------------- | ---------------------- | -------------------------------- | ------------------------------------------------------------------- |
| 10月22日          | ジョージ・ソロス       | オープン・ソサエティ財団の創設者 | ニューヨーク州カトナ (ソロスの自宅)                                 |
| 10月23日          | ヒラリー・クリントン   | 元国務長官                       | ニューヨーク州チャパクア (シークレットサービスが確保)               |
| 10月24日          | バラク・オバマ         | 元大統領                         | ワシントンD.C. (シークレットサービスが確保)                         |
| 10月24日          | エリック・ホルダー     | 元司法長官                       | フロリダ州サンライズ (デビー・ワッサーマン・シュルツの事務所)       |
| 10月24日          | マキシン・ウォーターズ | 下院議員                         | ワシントンD.C. (キャピトル・ヒル郵便局)                             |
| 10月24日          | マキシン・ウォーターズ | 下院議員                         | カリフォルニア州ロサンゼルス (郵便施設)                             |
| 10月24日          | ジョン・ブレナン       | 元CIA長官                        | ニューヨーク州ニューヨーク (タイムワーナーセンター)                 |
| 10月25日          | ジョー・バイデン       | 元副大統領                       | デラウェア州ニューキャッスル (郵便局)                               |
| 10月25日          | ジョー・バイデン       | 元副大統領                       | デラウェア州ウィルミントン (郵便局)                                 |
| 10月25日          | ロバート・デ・ニーロ   | 俳優                             | ニューヨーク州ニューヨーク (トライベッカ・プロダクションズの事務所) |
| 10月26日          | ジェームズ・クラッパー | 元国家情報長官                   | ニューヨーク州ニューヨーク (郵便局)                                 |
| 10月26日          | コリー・ブッカー       | 上院議員                         | フロリダ州オーパロッカ (郵便施設)                                   |
| 10月26日          | カマラ・ハリス         | 上院議員                         | カリフォルニア州サクラメント (郵便施設)                             |
| 10月26日と11月1日 | トム・ステイヤー       | 億万長者の投資家                 | カリフォルニア州バーリンゲーム (郵便施設)                           |
| 10月29日          | CNNセンター            | CNNの世界本部                    | ジョージア州アトランタ (郵便局)                                     |

## 装置と封筒

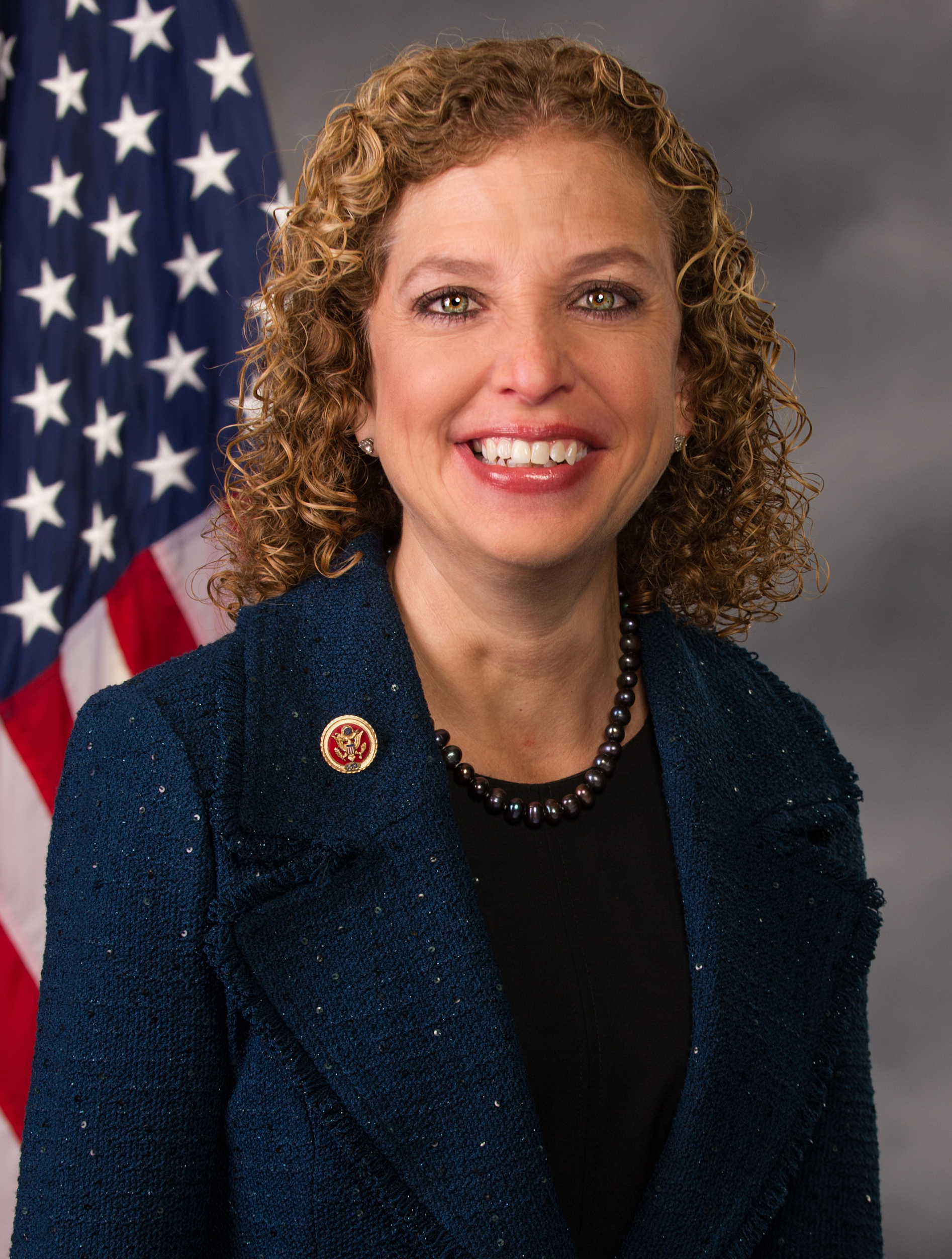
全ての小包の送り主欄にはデビー・ワッサーマン・シュルツ下院議員の名前と彼女のフロリダの事務所の住所が書かれていた。

『ニューヨーク・タイムズ』によるとソロス宅に送られてきた装置は爆発性の粉末で満たされた長さ約6インチ（150ミリ）のPVCパイプで構成されていた。それは爆発物処理の技術者によって爆発させられた。当局は10月24日に回収された装置にはガラスの破片が詰め込まれていたと発表した。警察は記者団にクリントンとオバマに送られた装置はソロスのものと造りが似ていると発表した。AP通信によると、警察はパイプ爆弾と共にCNNに配達された封筒の中に入っていた白い粉はテストの結果使用不可能であると発表した。爆弾には火工品の粉末が含まれていたが起動装置がなかったため、FBIは「潜在的に破壊的な装置」と説明した。当局はAP通信に対し、装置にはバッテリーとタイマーが含まれているが、開けたときに爆発する仕組みではなかったと語った。当局は装置が単に粗雑に作られていたのか、それとも恐怖心を煽るための脅しなのか判断中であると述べた。
容疑者逮捕後の記者会見でFBI長官のクリストファー・レイは爆弾を即席爆発装置であると説明し、「偽物ではない」と述べた。
全ての爆発物は気泡緩衝材で包まれて黄色のマニラ封筒で送られた。それぞれには印刷された住所ラベルと6枚の無額面切手が貼られ、返送住所はフロリダ州サンライズのデビー・ワッサーマン・シュルツ下院議員の事務所となっており、その全てでシュルツ（Schultz）が「Shultz」、フロリダ（Florida）が「Florids」と同一のスペルミスであった。ラベルはすべて大文字で入力されていた。包にはスタンドアップコメディアンのラリー・ザ・ケーブル・ガイのキャッチフレーズ「Git 'Er[sic] Done」の刻印がついたISILの旗のミーム・パロディが貼られていた。CNNに送られた小包の写真はスタッフのジム・シュットとジム・アコスタによってTwitterに投稿された。

## 捜査
FBIはシークレットサービス、アルコール・タバコ・火器及び爆発物取締局（ATF）、郵便検査サービス、ニューヨーク、ロサンゼルス、マイアミ＝デイト、アトランタの警察、及びそのほかの法執行機関の協力を受けて捜査を主導した。郵便公社のメール・アイソレーション・コントロール&トラッキング・システムで撮影された封筒の画像が捜査の一環として調べられた。
郵便爆弾の包のいくつかは調査のためにバージニア州クアンティコのFBI研究所に送られた。包の1つで見つかった指紋と2つに付着していたDNAによりサヨックが容疑者として浮上した。彼は南フロリダの郵便局近くの監視カメラで識別され、彼の携帯電話を追跡することで発見された。彼はフロリダ州プランテーションのオートゾーンの駐車場で逮捕された。

## 犯人
10月26日、セザール・ アルティエリ・サヨック・ジュニア（Cesar Altieri Sayoc Jr., 1962年3月17日 - ）は、一連の爆弾事件の容疑者として逮捕された。サヨックはニューヨーク市ブルックリン区で生まれ、フロリダ州で子供時代を育った。父はフィリピン人移民、母はブロンクス区生まれのイタリア系である。サヨックは幼少期に母と共に父から捨てられた。
1980年にノース・マイアミビーチ高校を卒業した。彼はその年からブルバード大学に3学期通い、1983年にノースカロライナ大学シャーロット校に転校する。そこで彼は学校のサッカーチームでプレーしたが、専攻は無かった。
サヨックの最後の既知の住所はフロリダ州アベンチュラにある母の家であったが、逮捕時はバンに住んでいた。
サヨックには多くの犯罪歴があった。2002年に彼はフロリダ・パワー&ライトへの爆弾脅迫を行ったことで有罪となった。彼はまた1991年、2013年、2014年にも窃盗、暴行、麻薬所持などの容疑で何度も逮捕されていた。
州の記録によると、サヨックは現在未活動のハランデール・ビーチの2件の事業に関連していたとされている。サヨックの家は2009年に差し押さえられ、2012年に2万1000ドル以上の借金を抱えた後に破産を申請した。
サヨックはボディビルダーであり、ステロイドを乱用していた。彼は自身の経歴について多くの嘘の主張をしていた。彼は2014年の宣誓証言でACミランでサッカー、アリゾナラトラーズでアリーナフットボールをプレーしていると主張したが、両チームはこれを否定した。彼は人気のストリッパーで、ストリップクラブの所有者であり、チッペンデールズのパートナーであると主張したが、同団体は彼はそこで働いたことはなく、「一切関係がない」と回答した。
2012年の破産時にサヨックはフロリダ州ハリウッドのハッサンコ・インヴェストメンツの店長として雇われていたと述べた。2017年1月から2018年1月まで彼はフォートローダーデールでピザ配達の仕事をパートタイムで行っていた。逮捕時にはウェストパームビーチのストリップクラブでDJ兼ドアマンとして働いていた。
サヨックは共和党員であり、2016年3月4日に登録した。サヨックはトランプ大統領の集会の1つでMAGA帽を被って自撮りした。サヨックはTwitterとFacebookで活動しており、2016年以降は極端な見識で知られ、トランプ支持や反リベラル的なメッセージやミームのほか、『インフォウォーズ』、『ワールドネットデイリー』、『ブライトバート・ニュース』の右翼的陰謀論や物語を頻繁に投稿した。
サヨックのバンは逮捕と同時に当局によって押収された。バンの窓はドナルド・トランプと副大統領のマイク・ペンスの写真、「CNN Sucks」と書かれたステッカーで覆われていた。他には歴史的にフロリダを拠点としたネイティブ・アメリカンである「征服されなかったセミノール」を支持するポスターも貼ってあった。サヨックはアメリカ先住民の遺産を誇らしげに主張していたと報じられたが、フロリダ州のセミノールは彼が部族の一員だった記録はないと述べた。バンにはさらにヒラリー・クリントン、バラク・オバマ、左派のドキュメンタリー作家のマイケル・ムーア、左派のCNNコメンテーター・司会者のヴァン・ジョーンズ、2016年の緑の党大統領候補のジル・スタインの顔に照準十字線を当てたデザインのステッカーも貼られていた。ムーアは11月2日の『Late Night with Seth Meyers』でサヨックのコンピュータに彼がムーアを細かく調べていた記録があったことをFBIから伝えられたことを明かした。
報道によると「はんだごて、切手、封筒、紙、プリンター、粉末」がサヨックのバンで発見され、彼が爆弾を作った可能性があることが示唆された。当局は記者団にサヨックのバンには100人以上に及ぶ「標的リスト」があったと発表した。当局はリストに載っている人々にこれを知らせたが、その名前は公表されなかった。サヨックは爆弾は無害な物であり、誰も傷つけるつもりはなかったと当局に語ったと報じられた。

### 以前の脅迫事件
ジョージ・メイソン大学の法学教授でケイトー研究所の学者であるイリヤ・ソミンは2018年4月にFacebookでサヨックから脅迫を受けていたことが報じられた。サヨックはソミンとその家族を殺害し、「遺体をフロリダワニの餌にする」と述べていた。当時、ソミンのFacebookの友人はコメントをFacebookに報告したが、自動メッセージ以外には反応しなかった。ソミンはまたこの事件をジョージ・メイソン大学警察とアーリントン群の法機関に報告した。
民主党の戦略家のロシェル・リッチーも10月1日にサヨックから「お前が家を出るたびに、お前の愛する人を心から親しみを込めてハグしてやろう」という脅迫ツイートを受け取った。Twitter側は当初はこれに対応をしなかった。サヨックのアカウントは彼の逮捕後に永久に停止され、Twitterの代表者はリッチーに謝罪した。

### 起訴と裁判
逮捕後、サヨックは「爆発物の州間輸送」、「爆発物の違法な郵送」、「元大統領及びその他の特定の人々に対する脅迫」、「州間通信への脅迫」、「連邦政府職員への暴行」の5件の連邦犯罪で起訴された。起訴はニューヨーク州南地区連邦検事局（SDNY）の連邦検察官によって行われた。SDNYの検察官はサヨックが所有する電子機器には2018年7月に攻撃を計画し始めたことを示すデータがあると述べた。
サヨックは2018年10月29日にマイアミで罪状認否され、彼の国選の弁護士は無罪を主張した。その3日後、裁判のためにニューヨーク移送が命じられた。2018年11月6日、ニューヨークの判事はサヨックをメトロポリタン矯正センターで保釈なしで拘束するように命じた。
2019年3月21日、サヨックは国内テロ攻撃未遂で大量破壊兵器を使用したことを含む65件の罪を認めた。サヨックは法廷で「脅迫または威嚇目的で16個のすべての装置を送った。これらの行動が間違っていたことを理解している」と述べた。サヨックはまた爆発させるつもりはなかったが「爆発のリスクを認識していた」と述べた。
2019年8月5日、サヨックに懲役20年の判決が下された。裁判で判事のジェド・S・ラコフは爆弾は爆発したり、誰かに損害を与えたりしないように意図して設計されたと述べた。爆発物の専門家はサヨックの小包が爆発するように作られていないことに同意した。判決でラコフはサヨックは爆発するパイプ爆弾を作る能力があり、意識的にそうしないことを選択したと結論づけたと述べた。

### 動機
2019年7月22日、弁護側の提出書類でサヨックの弁護士は彼が「大不況ですべてを失った」、「認知障害と重度の学習障害がある」、「父親から捨てられ、カトリック学校の教師に性的虐待を受けた」と記した。彼らはサヨックが「不安と妄想」に苦しみ、「著名な民主党員が自分を傷つけるために積極的に働いていると信じるようになった」と述べた。彼らはさらにサヨックが熱心なFOXニュースの視聴者（特に『フォックス&フレンズ』と『ハニティ』）であり、ソーシャルメディア上で「様々な陰謀論、具体的にはトランプの批判者は危険で、愛国心がなく、邪悪であるという考えを宣伝した」と述べた。裁判でサヨックは爆弾を郵送する前の考えは「当初はリベラルな左翼の暴力プラットフォームを和らげる方法だった」と述べた。彼は著名な民主党員が暴力を助長していると信じており、個人的に攻撃されたと述べた。

### 収監
2020年10月22日時点でサヨックはマリオン連邦刑務所で20年の懲役刑に服している。彼の仮釈放は最短でも2035年11月10日である。

## 反応

### 政界
ヒラリー・クリントンは小包を食い止めたシークレットサービスに感謝し、フロリダ州下院議員候補のドナ・シャレイラの政治イベントで「私たちは毎日、彼らの献身に感謝していますが、今日以上のことはありません。ですがそれは厄介な時代であるからでしょう?深い溝がある時代だからこそ、国を1つにするためにできることは何でもしなければならない」と述べた。ジョン・ブレナンはトランプのレトリックを直接指摘し、「（トランプは）現在、潜在的な暴力行為に流れ込んでいるこれらの感覚や感情を煽っている。（中略）残念ながら、ドナルド・トランプはあまりにも頻繁に暴力行為を指したり、マスコミやメディアの誰かに向かって振りかざしたりする際に暴力では無いにしても、怒りの感情を刺激するのに貢献してきた思われる」と述べた。
いくつかの報道ではクリントンやウォーターズといった郵便爆弾の標的となった人々の一部はトランプが自身のキャンペーン集会で常々攻撃してきた人々、彼の「お気に入りのサンドバッグ」であると指摘した。ニューヨーク市長のビル・デブラシオは郵便爆弾は「テロ攻撃」であり、全ての政治家はメディアへの攻撃を推奨することをやめなければならないと述べた。バイデンはこの事件について「我々はこの憎しみの機械を停止させなければならない」と述べた。ワッサーマン・シュルツは「我々はこの暴力行為に脅かされることはない。この民主主義への不愉快な攻撃は積極的に告発されなければならず、そして秦氏は私の名前がこのようなことに使われて深く心を乱されている」と述べた。ウォーターズは「爆弾が本物かどうかはわからないが、ベッドの下を這い回ったり、ドアを閉めたり、外出をやめたり、集会に行くことを恐れてはならない。この国を良くするために我々はしていることを続けなければならない。それが私がやろうとしていることであり、若者たちが言うように、私は恐れない」と述べた。

#### トランプ大統領の反応
トランプは事件の真っ最中の10月24日にウィスコンシン州モジニーで中間選挙のキャンペーン集会を開催した。彼は事件について次のように語った: 
知っての通り、大統領としての私の最大の義務はアメリカの安全を保つことだ。それが我々が言うべきことだ。それが私たちがやるべきことだ。連邦政府は積極的な捜査を行っており、責任者を見つけ出して裁判にかける。上手くいけば、非常に迅速にだ。政治的な暴力行為や脅迫は、我々の民主主義そのものへの攻撃だ。政治的な脅迫、強制、支配の方法として暴力や暴力的な脅しを容認する国は成功できない。我々は皆、それを知っている。そのような行為は厳しく非難され、しっかりと起訴されなければならない。我々は全ての側が平和と調和の中で1つになることを望んでいる。我々にはそれができる。我々にはそれができる。我々にはそれができる。それは実現するだろう。
翌日、トランプはTwitterで主流メディアこそがアメリカ社会に存在する怒りの主な原因であると主張した。彼のコメントはホワイトハウス報道官のサラ・ハッカビー・サンダースにより繰り返され、彼女はトランプは国民に団結を促し、政治的暴力行為や脅迫はアメリカでは通用しないという非常に明確で強い紛れもないメッセージを送ったと述べた。サンダースはその後、CNN社長のジェフ・ザッカーの発言を攻撃し、「攻撃と分断を選んだ」と主張した。またトランプは10月24日にメディアに対し、「面白いことに、評価の低いCNNなどは私を自由に批判し、爆弾の現状を非難し、911事件やオクラホマシティの爆破事件とこの一件の馬鹿げた比較をし、そして私が彼らを批判すると彼らは暴れて『大統領らしくない!』と叫ぶのだ」とツイートした。
トランプは犯人逮捕から1時間後に若い保守派の黒人グループの集会に現れ、当局による迅速な行動を賞賛し、「迅速かつ確実な正義」を約束した。続いて彼は「政治的暴力がアメリカに根付くことを決して許してはならない。絶対にそれを起こしてはならない。私は大統領として全力を挙げ、今すぐそれを止めることを約束する」と述べた。その発言から数分後、彼は民主党とメディアを攻撃し、群衆の歓声に応えた。その日の午後、彼は記者団に攻撃は自分の責任ではなく、別になにもする計画もないとのべた。郵便爆弾事件を受け手レトリックを和らげるかどうかを尋ねられた彼は「トーンダウン、いや。トーンアップできる。もしあなたが真実を知りたいのならば私はトーンダウンしていると思う」と応えた。
10月26日、トランプは民主党政治家及び自身の政策の批判者を標的としたパイプ爆弾のニュース報道が他のニュース記事を埋もれさせ、中間選挙での共和党の投票を鈍らせたと主張した。彼は「共和党は期日前投票と世論調査では非常に好調で、そして今、この『爆弾』のようなことが起こってしまい、勢いは大幅に衰え、ニュースは政治について取り上げない。とても残念なことだ、起こっていることは」とツイートした。

### メディア
CNNのジェフ・ザッカー社長は事件について「ホワイトハウスはメディアへの継続的な攻撃の深刻性について完全に理解が不足している。大統領、そして特にホワイトハウス報道官は彼らの言葉の重要性を理解する必要がある。そしてこれまでのところ、彼らはそれを理解していない」と述べた。ザッカーは後にCNNの建物に送られた全ての荷物は社外でチェックされていると述べた。さらにCNNは爆弾事件は同じ週に起こったピッツバーグのシナゴーグ銃撃事件とケンタッキー州ジェファソンタウンのクローガー食品店銃撃事件と並ぶ3つの憎悪犯罪の1であると報じた。
事件の報道を受け、Twitter上ではトランプの2016年のキャンペーン・スローガン「MAGA」（Make America Great Again）を参照したハッシュタグ「#MAGABomber」が流行した。

### 陰謀説
事件は偽旗作戦の一部であり、攻撃はトランプ支持者に責任を負わせたがっている人々によって実行されたという陰謀説が唱えられている。事件の初動報道の段階でコラムニストのカート・シュリヒターと陰謀論者・ラジオホストのアレックス・ジョーンズといった右派らは事件が偽旗作戦であり、「とても都合の良い展開」であり、潜在的な「政治的扇動」であると主張して、『インフォウォーズ』を通じてソーシャルメディアの投稿や記事を発表した。事件についてのより多くの情報が入るとコメントの多くは削除された。
陰謀家によって始まった偽旗作戦説はその後一部の主流の保守派によって取り上げられた。コメンテーターのラッシュ・リンボーは共和党員は事件に責任がなく、「共和党員はこの種のことはしない。大量殺人といったあらゆる事件が起こるたびに、思い出せるのは、メディアの民主党員たちはティーパーティーがやった、ラジオのファンがやった、FOXニュースの視聴者がやったとすぐに思わせようとする。結局のところ、決してそうではなかった」と述べた。さらにリンボーは加害者が「民主党の工作員だ。（中略）いたるところに暴徒がいるように見せかけようとしている」と根拠の無い主張を展開した。「偽旗」陰謀説を広めようとした他の右派コメンテーターにはアン・コールター、ディネシュ・ドゥスーザ、マイケル・サヴェジ、ジェームズ・ウッズ、フランク・ガフニー、キャンディス・オーウェンズ、ローラ・ルーマーがいる。